# Port Pirie Regional Council
Port Pirie Regional Council är en region i Australien. Den ligger i delstaten South Australia, omkring 180 kilometer norr om delstatshuvudstaden Adelaide. Antalet invånare var 17 364 vid folkräkningen 2016.
Följande samhällen finns i Port Pirie Regional Council:
- Port Pirie
- Crystal Brook
- Solomontown
- Napperby
- Wandearah East
- Redhill
- Koolunga